# Kanton Río Blanco
Der Kanton Río Blanco ist ein Gemeindebezirk im Departamento Potosí im südamerikanischen Anden-Staat Bolivien.

## Lage im Nahraum
Der Cantón Río Blanco ist einer von siebzehn Kantonen in dem Municipio Cotagaita in der Provinz Nor Chichas. Er grenzt im Norden und Westen an die Provinz Antonio Quijarro, im Südwesten an den Kanton Quechisla, im Süden an den Kanton Sagrario, im Südosten an den Kanton Cotagaita, im Osten an den Kanton Vichacla und im Nordosten an den Kanton Toropalca.
Der Kanton erstreckt sich zwischen etwa 20° 26' und 20° 54' südlicher Breite und 65° 48' und 66° 15' westlicher Länge, er misst von Norden nach Süden bis zu 45 Kilometer, von Westen nach Osten bis zu 40 Kilometer. In dem Kanton gibt es 32 Gemeinden, zentraler Ort ist Mocko Pata (Río Blanco) im südöstlichen Teil des Kantons mit 113 Einwohnern (2001), größte Ortschaft ist die Minensiedlung Tasna Rosario mit 1.243 Einwohnern im westlichen Teil des Kantons. Der Kanton liegt auf einer mittleren Höhe von etwa 4000 m.

## Geographie
Der Kanton Río Blanco trägt seinen Namen nach dem Fluss Río Blanco, der den Oberlauf des Río Cotagaita bildet. Der Kanton liegt am Südostrand des bolivianischen Altiplano zwischen der Cordillera de Chichas und der südlich anschließenden Cordillera de Lípez. Das Klima in der Region ist ein typisches Tageszeitenklima, bei dem die mittleren Temperaturunterschiede zwischen Tag und Nacht deutlicher ausfallen als zwischen den Jahreszeiten.
Die mittlere Jahresdurchschnittstemperatur in dem Kanton liegt bei 6 °C (siehe Klimadiagramm Tasna Rosario), die Monatswerte schwanken zwischen 2 °C im Juni/Juli und 8 bis 9 °C in den Sommermonaten von November bis März. Der Jahresniederschlag erreicht nur 200 mm, und während sieben Monate lang nahezu kein Niederschlag fällt, reicht – auch auf Grund der Höhenlage – der Sommerniederschlag mit Monatswerten zwischen 20 und 50 mm kaum für nennenswertes Pflanzenwachstum.

## Bevölkerung
Die Einwohnerzahl in dem Kanton ist zwischen den letzten beiden registrierten Volkszählungen um etwa ein Fünftel zurückgegangen, die Daten der Volkszählung 2012 liegen noch nicht vor:
| Jahr | Einwohner | Quelle           |
| ---- | --------- | ---------------- |
| 1992 | 2 703     | Volkszählung     |
| 2001 | 2 259     | Volkszählung     |
| 2012 | .         | noch keine Daten |

Die Bevölkerungsdichte des Municipio Cotagaita bei der letzten Volkszählung im Jahr 2001 betrug 3,7 Einwohner/km², der Anteil der städtischen Bevölkerung war 0 Prozent, der Anteil der unter 15-Jährigen an der Bevölkerung lag bei 44,9 Prozent.
Der Alphabetisierungsgrad bei den über 19-Jährigen beträgt 67 Prozent, und zwar 89 Prozent bei Männern und 49 Prozent bei Frauen. Wichtigste Sprache mit einem Anteil von 96 Prozent ist Quechua, 73 Prozent der Bevölkerung sprechen Spanisch. 76 Prozent der Bevölkerung sind katholisch, 19 Prozent evangelisch. (2001)
Die Lebenserwartung der Neugeborenen liegt bei 59 Jahren. 89 Prozent der Bevölkerung haben keinen Zugang zu Elektrizität, 89 Prozent leben ohne sanitäre Einrichtung. (2001)

## Gliederung
Der Cantón Río Blanco untergliedert sich in die folgenden dreizehn Subkantone (vicecantones oder comunidades):
- Vicecantón Caluyo – 3 Gemeinden – 58 Einwohner (Volkszählung 2001)
- Vicecantón Caytola – 2 Gemeinden – 48 Einwohner
- Vicecantón Chahuiza – 4 Gemeinden – 50 Einwohner
- Vicecantón Cienega – 1 Gemeinde – 69 Einwohner
- Vicecantón Cursani – 1 Gemeinde – 100 Einwohner
- Vicecantón Durazno Palca – 1 Gemeinde – 5 Einwohner
- Vicecantón Kalasaya – 1 Gemeinde – 64 Einwohner
- Vicecantón Mocko Pata (Río Blanco) – 1 Gemeinde – 113 Einwohner
- Vicecantón Pichecla – 6 Gemeinden – 33 Einwohner
- Vicecantón San Luis – 2 Gemeinden – 90 Einwohner
- Vicecantón Tacala – 8 Gemeinden – 123 Einwohner
- Vicecantón Tasna Buen Retiro – 1 Gemeinde – 263 Einwohner
- Vicecantón Tasna Rosario – 1 Gemeinde – 1.243 Einwohner